# Valea Screzii, Prahova
Valea Screzii este un sat în comuna Posești din județul Prahova, Muntenia, România.

## Locație
Valea Screzii este un sat situat în partea de nord-est a comunei Posești, județul Prahova, România. Satul se află la coordonatele 45.294961 latitudine nordică și 26.181199 longitudine estică. Localitatea este învecinată la nord cu Starchiojd, la nord-est cu Valea Anei, la sud cu județul Buzău, la sud-vest cu Posești, la vest cu Valea Plopului și la nord-vest cu Bătrâni. Cel mai apropiat oraș este Vălenii de Munte, aflat la o distanță de aproximativ 20 km.

## Istorie
Etimologia și semantica acestui toponim rămân necunoscute. Istoricul Nicolae Iorga sugera că numele ar proveni de la cuvântul „straja”, indicând faptul că satul s-ar fi format ca loc de pază pentru locuitorii din Starchiojd, Bătrâni și Zeletin. Este de remarcat că satul a aparținut moșiei Bătrâni până cel puțin la mijlocul secolului al XIX-lea.
Prima mențiune a satului Valea Screzii datează dintr-un hrisov din 1621, când Drăghici și frații săi au cumpărat trei părți de ocină din Valea Screzii și Valea Plopului, aceasta din urmă aparținând moșiei Zeletinului.
În anul 1832, la Judecătoria județului Saac, a început un proces între casa răposatului dvornic Slătineanu din Bătrâni și moșnenii Chiojdeni – Codești, care își ziceau „ceata boierească”, pentru trei codrii de loc în Valea Screzii. În timpul acestui proces, numele satului apare în diverse documente oficiale, cum ar fi zapisuri, sineturi și hotărnicii, în următoarea ordine cronologică:
- Zapisurile din anii 1621, 1622 și 1632 în care chiojdenii pretindeau că acel loc „ot Valea Văiscrezii” este cuprins în moșia lor.
- Un zapis din 1698 prin care dvornicul Slătineanu din Bătrâni cumpără de la Constantin Mohănescu 220 stânjeni „cu un vad de moară în gura Văiscrezii pe apa Stâpnicului, însă în lungul acestei moșii ce merge de la obârșia Văiscrezii din Rupturi și în capătul celălalt la Posada, alături de moșia Zeletinului.”
- În 1735, o carte de hotărnicie a 12 boieri prin care Dumitru Macovei ia în stăpânire doi codrii de loc din Valea Văiscrezii.
- În 1741, o altă carte de hotărnicie, a 24 boieri, constata că Dumitru Macovei a avut acte false și moșia Văiscrezii revenea urmașilor dvornicului Slătineanu.

Satul nu apare pe harta austriacă din 1790 și nici în catagrafiile din 1831 sau cea din 1838. La început, Valea Screzii era un mic cătun ce aparținea de Bătrâni și nu a fost inclus în datele statistice separate, acestea fiind înregistrate și cumulate la satul Bătrâni. Totuși, apare pe harta rusă din 1835/53, unde este încadrat în categoria cătunelor cu mai puțin de cinci gospodării și este menționat sub forma „Valea Scresa”.
În 1832, la 18 februarie, moșnenii din Starchiojd au înaintat o plângere împotriva vel logofătului Pană Costescu, epitropul casei Slătineanu, pentru moșia cumpărată în 1698. Plângerea a fost respinsă în urma remăsurării pământului vândut.
Satul nu apare nici în Harta lui Szathmáry din 1864.
În T.S.R. (1872), satul este menționat ca fiind subordonat comunei Bătrâni, iar în Anuarul statistic din 1897 se arată că satul avea o populație de 181 de locuitori și că era parte componentă a comunei Posești. Motivele exacte pentru care satul a trecut sub administrarea comunei Posești nu sunt cunoscute cu precizie, dar se presupune că au fost de natură religioasă. Neavând biserică și cimitir proprii, locuitorii erau nevoiți să se deplaseze peste 5 km până la Bătrâni. În jurul mijlocului secolului al XIX-lea, în Valea Plopului, a fost adusă o biserică de lemn de la Nucșoara, și, cum distanța era de doar 1 km, locuitorii din Valea Screzii au preferat această biserică și, probabil, au cerut și au obținut să devină locuitori ai comunei Posești. Satul a fost inclus administrativ în componența comunei Posești atât în perioada interbelică, cât și în prezent.

## Demografie

### Populație
Conform datelor recente, Valea Screzii are o populație de 303 locuitori.